# Віллі Мер
Віллі Мер (нім. Willy Maire, 3 грудня 1911 — ?) — швейцарський футболіст, що грав на позиції воротаря в складі швейцарських клубів «Цюрих», «Кройцлінген», «Грассгоппер» і «Санкт-Галлен».

## Футбольна кар'єра
Розпочинав виступи на дорослому рівні в клубі «Цюрих», за який грав в 1931—1933 роках. Зіграв за команду 47 офіційних матчів і 65 з врахуванням товариських.
Після двох років в клубі «Кройцлінген», 1935 року перейшов до лав «Грассгоппера». Більш-менш регулярно грав в першому сезоні в новій команді 1935-36. Влітку 1936 року зіграв у складі команди в Кубку Мітропи. В кваліфікаційному раунді «Грассгоппер» за сумою двох матчів поступився «Аустрії» — 1:3 і 1:1. Грав за найсильнішу команду Цюриха до 1941 і був переважно дублером Віллі Губера. В 1937 і 1939 роках «Грассгоппер» був чемпіоном Швейцарії, а також володарем національного кубка в 1937, 1938, 1940 і 1941 роках. Важко оцінити вклад Мера в ці успіхи, але в вирішальних півфінальних і фінальних матчах Кубка він не грав.
В 1943—1949 роках грав за клуб «Санкт-Галлен», з яким в сезоні 1944-45 вилетів у другий дивізіон.

## Статистика виступів

### Статистика виступів в чемпіонаті
Виступи у вищому дивізіоні чемпіонату Швейцарії, починаючи з сезону 1933/34.
| Сезон   | Клуб         | Ліга                | Матчі | Голи | Місце |
| ------- | ------------ | ------------------- | ----- | ---- | ----- |
| 1935/36 | Грассгоппер  | Чемпіонат Швейцарії | 13    | 0    | 3     |
| 1936/37 | Грассгоппер  | Чемпіонат Швейцарії | 5     | 0    | 1     |
| 1937/38 | Грассгоппер  | Чемпіонат Швейцарії | 0     | 0    | 2     |
| 1938/39 | Грассгоппер  | Чемпіонат Швейцарії | 1     | 0    | 1     |
| 1939/40 | Грассгоппер  | Чемпіонат Швейцарії | 7     | 0    | 3     |
| 1940/41 | Грассгоппер  | Чемпіонат Швейцарії | 7     | 0    | 4     |
| 1943/44 | Санкт-Галлен | Чемпіонат Швейцарії | 11    | 0    | 12    |
| 1944/45 | Санкт-Галлен | Чемпіонат Швейцарії | 9     | 0    | 14    |
| РАЗОМ   |              |                     | 53    | 0    |       |

### Статистика виступів у Кубку Мітропи
| №                      | Розіграш               | Стадія                 | Дата та місце проведення | Команда 1              | Рахунок | Команда 2        | Голи |
| ---------------------- | ---------------------- | ---------------------- | ------------------------ | ---------------------- | ------- | ---------------- | ---- |
| 1                      | 1936                   | квал.                  | 07.06.1936, Відень       | Аустрія (Відень)       | 3:1     | Грассгоппер      | -3   |
| 2                      | 1936                   | квал.                  | 14.06.1936, Цюрих        | Грассгоппер            | 1:1     | Аустрія (Відень) | -1   |
| Всього в Кубку Мітропи | Всього в Кубку Мітропи | Всього в Кубку Мітропи | Всього в Кубку Мітропи   | Всього в Кубку Мітропи | 2       |                  | -4   |